# Farlowella acus
Espèce
Statut de conservation UICN

 VU  : Vulnérable
Farlowella acus est une espèce de poissons d'eau douce téléostéens de la famille des Loricariidae (ordre des Siluriformes).

## Répartition
Farlowella acus se rencontre en Colombie et au Venezuela. Cette espèce a une répartition disjointe avec :
- une population au Venezuela dans le bassin versant du lac de Valencia et la rivière Torito adjacente (bassin de l'Orénoque) ;
- une population en Colombie dans la bassin amont du río Meta et probablement du río Guaviare.

Les spécimens collectés dans le plateau des Guyanes et dans le bassin aval de l'Orénoque sont en attente de confirmation et ne sont pas considérés comme valides.

## Description
La forme des espèces du genre Farlowella ressemble un peu à celle des phasmes terrestres quant à leur forme et leur coloration, leur permettant de se camoufler dans leur environnement.
Farlowella acus mesure au maximum 160 mm, queue non comprise.

## Reproduction

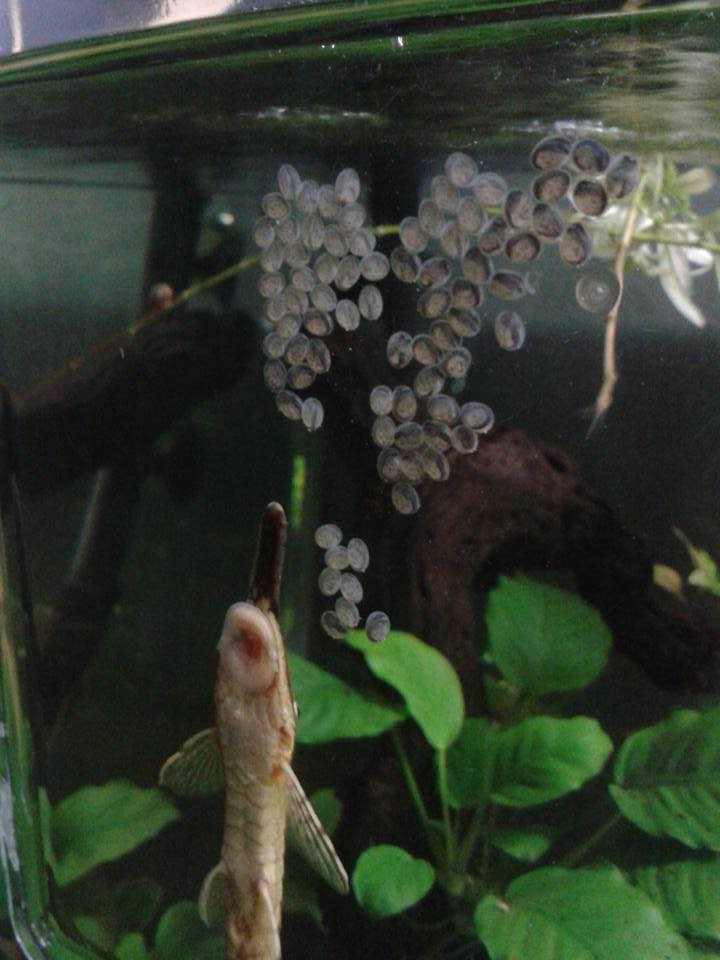
Un des parents reste toujours à proximité. En général, après la ponte, le mâle chasse la femelle pour qu'il s'occupe lui-même des œufs.

Cette espèce de Loricariidae est un pondeur d’œufs adhésifs. En effet, le couple nettoie une paroi ou la femelle pond ses œufs et qui sont ensuite directement fécondé par le mâle. C’est généralement dans un environnement nocturne ou matinal que la ponte a lieu. La femelle dépose de petites rangées d’œufs parfois en petites grappes, et l'opération se répète plusieurs fois. Chacun à leur tour, femelle et mâle, frétille sur le site de ponte choisi afin de déposé les œufs ou de les fécondés. L'opération se répète plusieurs fois jusqu'à la ponte et fécondation totale des œufs. La ponte terminé regroupe entre 40 et 80 œufs. Ses derniers possèdent un développement assez rapide et facilement observable à travers la coquille transparente. Ainsi l'évolution tout au long de leur développement, la formation progressive du corps ou de la tête, mais surtout de leur gros yeux d'alevins ait aisément admirable. Tout au long de l’incubation, d’une durée comprise entre 6 et 10 jours selon la température de l’eau - le mâle les ventile, principalement avec sa bouche, en soufflant de l’eau mais, également avec ses nageoires pectorales.

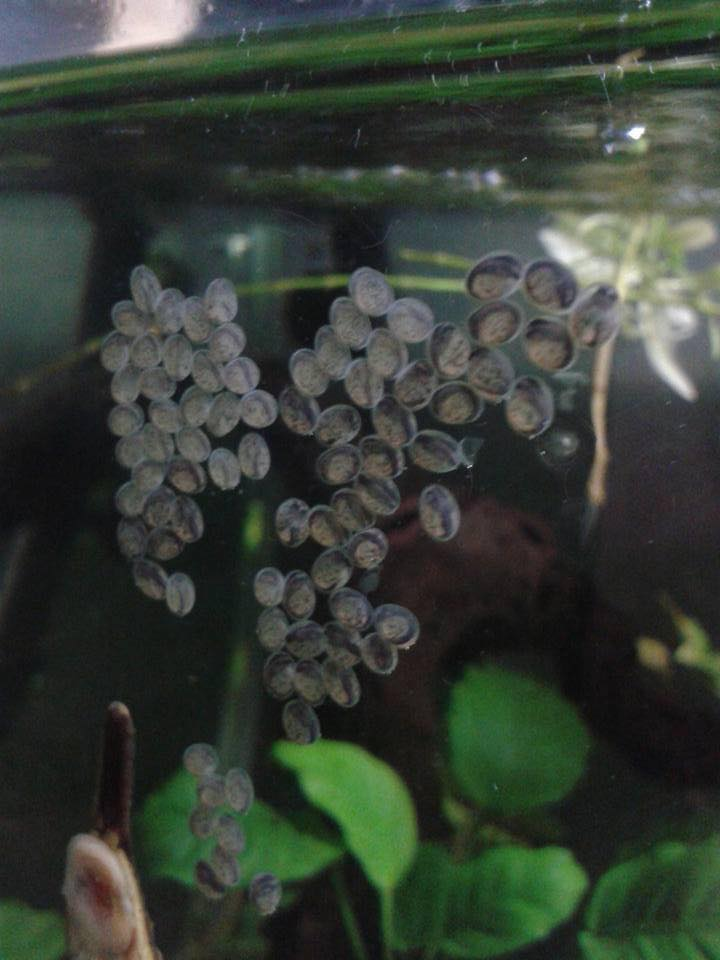
Reproduction en aquarium - ici comme le plus souvent sur une paroi ou grande feuille haute.

Les jeunes larves sont parfois aidés par le mâle à sortir de leur membrane à leur éclosion, puis vont très vite être autonomes et se mettre à rechercher de la nourriture, toutes sortes de matières organiques. Toutes les plantes de leur habitat, algues, souches (racines), ou micro-bactéries. En captivité, un apport de verdure est vivement conseillé comme notamment du concombre, des pois écrasés, de la salade verte type laitue, de la courgette. La nourriture lyophilisée traditionnelle des magasins spécialisés est vivement conseillée, principalement afin d’offrir à leur croissance une plus grande diversité encore de vitamine adapté à une parfaite croissance.

## Alimentation
Ces poissons sont principalement végétariens et se nourrissent d'algues et de légumes ; cachets ou comprimés spécialisée pour Loricariidae végétariens. Ils acceptent parfois des proies mais une trop grande proportion est clairement négative,. En aquarium communautaire, il est souvent difficile de trouver un juste équilibre alimentaire, en raison de leur préférence herbivore.

## Comportement
Les espèces du genre Farlowella sont des poissons plutôt paisibles mais craintifs voire peureux (il est important en captivité de les maintenir avec d'autres espèces pas trop remuantes). L'espérance de vie est comprise entre 7 et 12 ans.

## Au zoo
- L'Aquarium du palais de la Porte Dorée détient un petit groupe de Farlowella acus (vidéo[9]) disséminés dans plusieurs aquarium, présenter au public.(12/2014).

## Galerie de photos

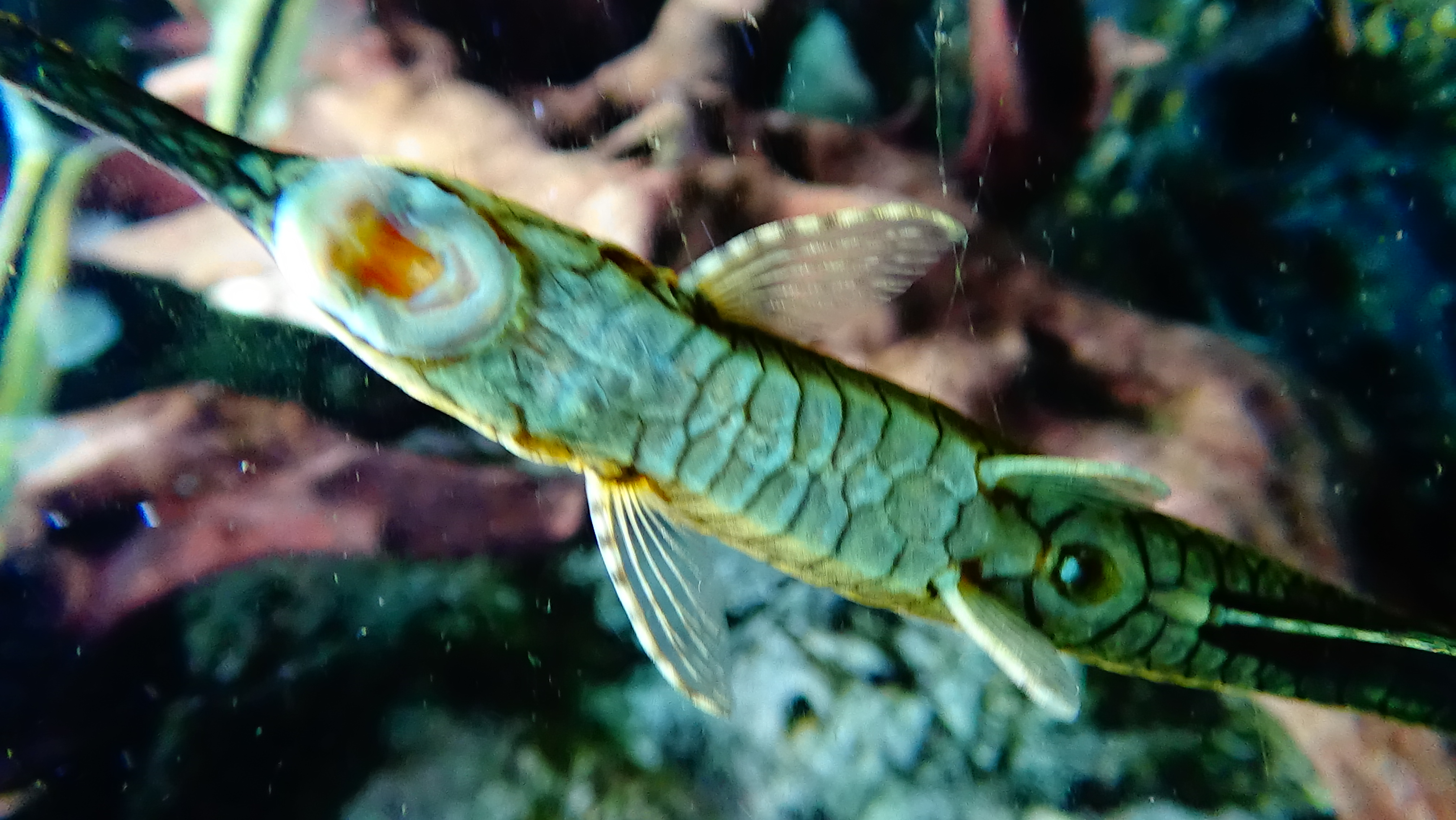
Vue du dessous.
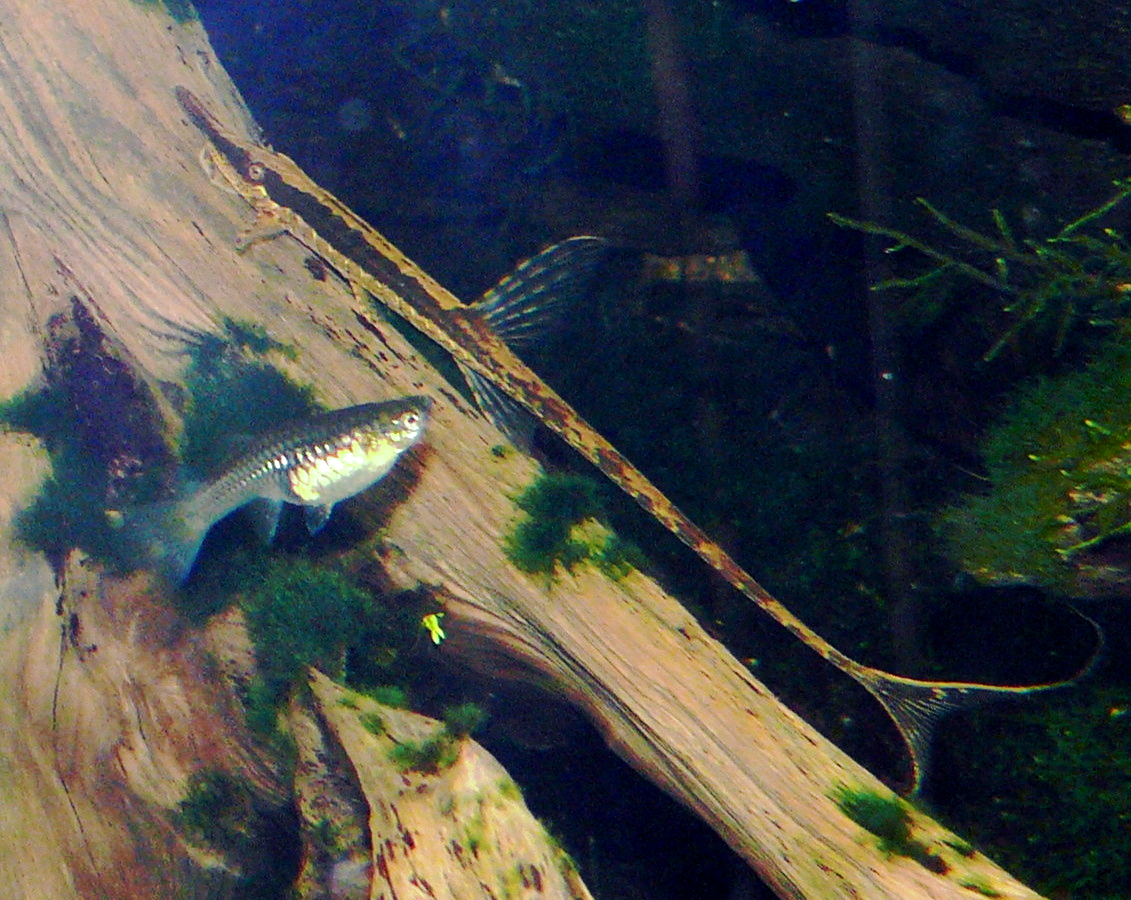
Ressemblant à une brindille, ici le long de la branche (en compagnie d'un Poeciliidae.
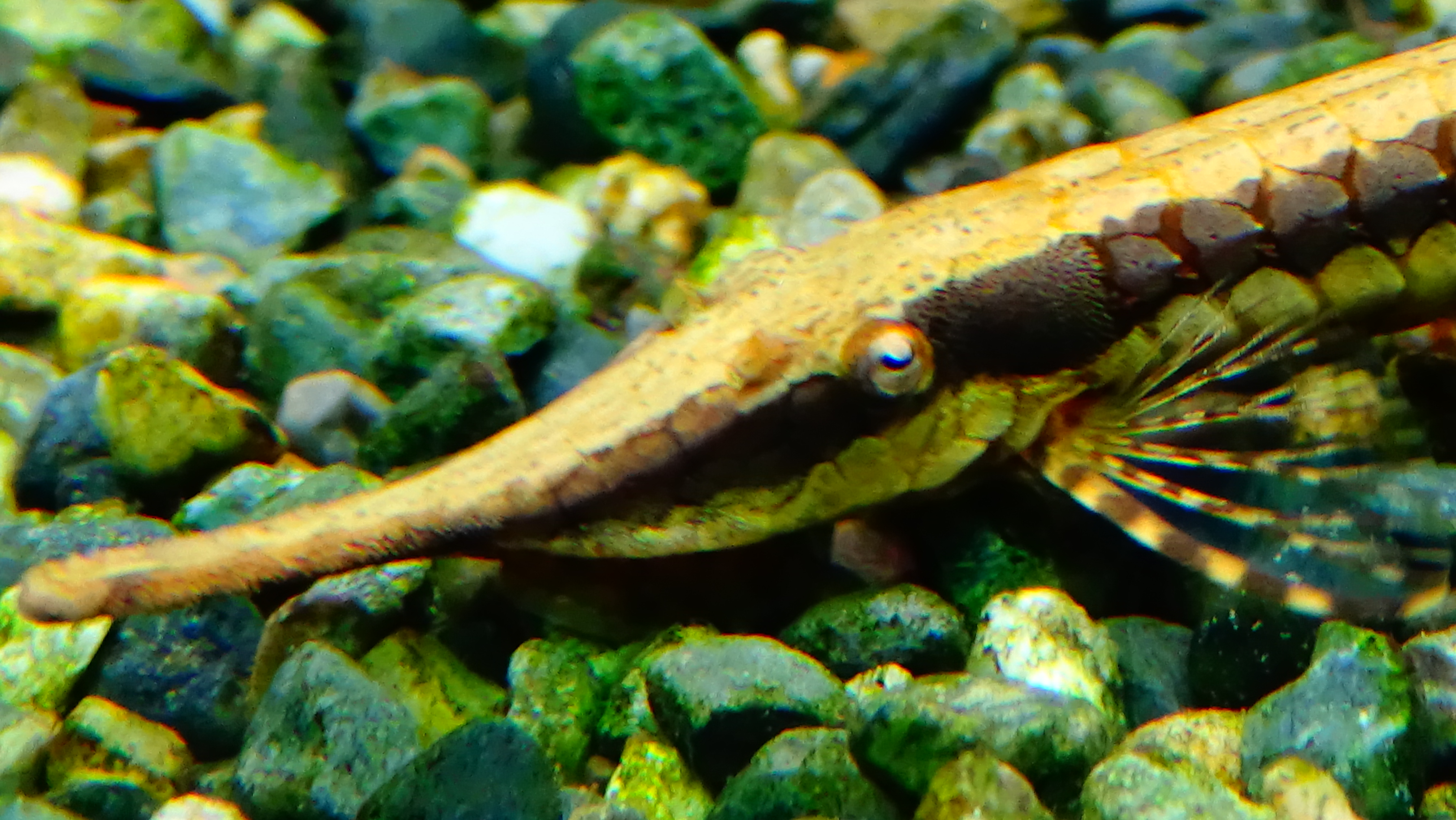
Tête.
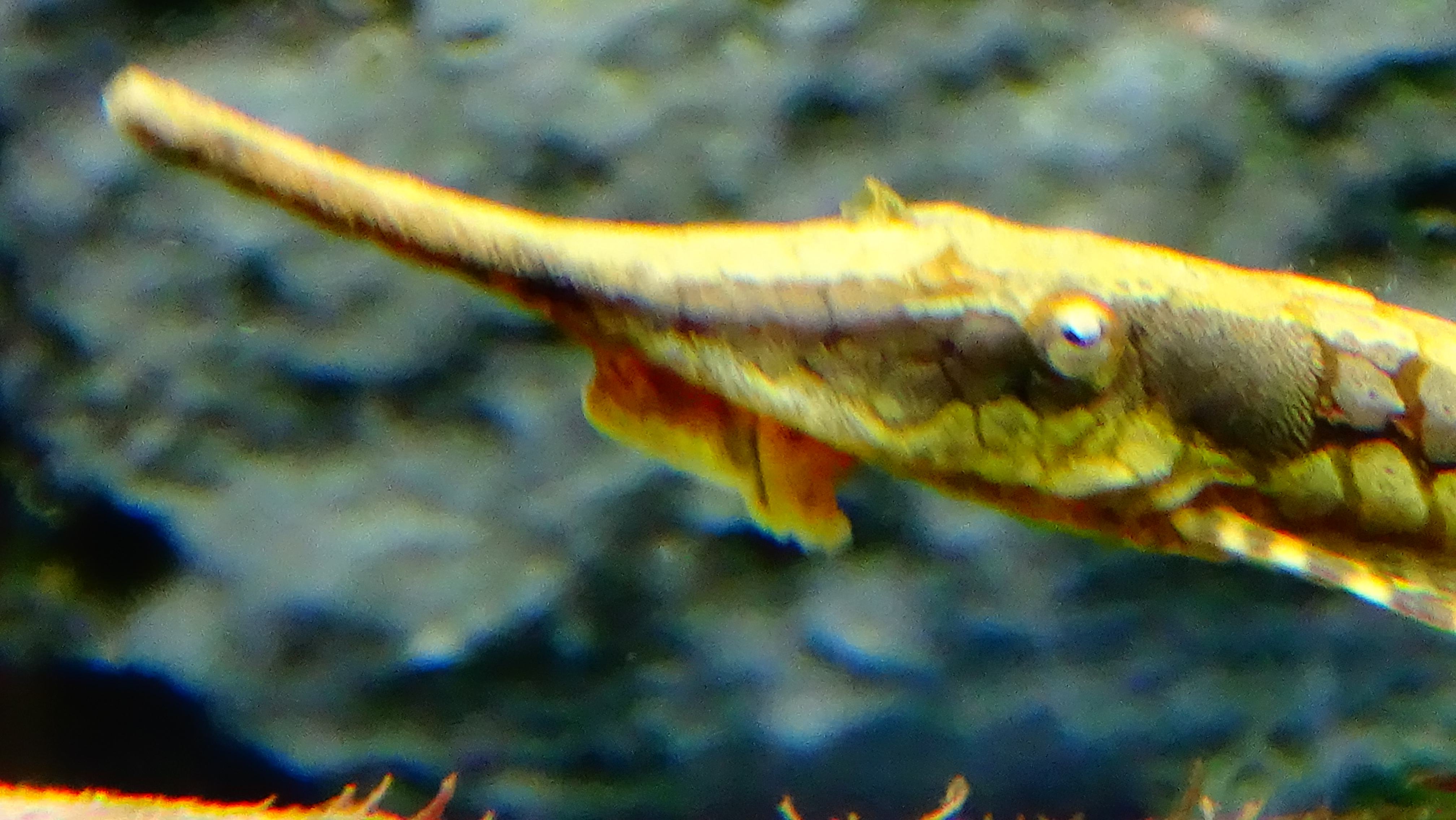
Vue de profil.

## Classification
Le nom valide complet (avec auteur) de ce taxon est Farlowella acus (Kner, 1853).
L'espèce a été initialement classée dans le genre Acestra sous le protonyme Acestra acus Kner, 1853.
Farlowella acus a pour synonymes :
- Acestra acus Kner, 1853
- Farlowella scolopacina (De Filippi, 1853)
- Loricaria scolopacina De Filippi, 1853

## Publication originale
- (de) Rud. Kner, « Die Panzerwelse des K.K. Hof-naturalien-Cabinetes zu Wien. I. Abtheilung. Loricarinae », Denkschriften der Kaiserlichen Akademie der Wissenschaften in Wien, Mathematisch-Naturwissenschaftliche Classe, Autriche, vol. 6,‎ 1854, p. 65-98 (ISSN 0379-0207, lire en ligne, consulté le 15 décembre 2023)[a].